# Lucrezia Sinigaglia
Lucrezia Sinigaglia (Abano Terme, 21 agosto 1990) è una schermitrice italiana, specializzata nella sciabola.
Ha vinto una medaglia di bronzo nella gara a squadre di sciabola femminile al Campionato europeo di scherma 2013.

## Palmarès

### Risultati élite
In carriera ha ottenuto i seguenti risultati:
Europei
Individuale
A squadre
- Bronzo nella sciabola a Zagabria 2013

Universiadi
Individuale
A squadre
- Argento nella sciabola a Kazan' 2013

Campionati italiani
Individuale
- Bronzo nella sciabola a Livorno 2011

A squadre
- Oro nella sciabola a Acireale 2014
- Argento nella sciabola a Livorno 2011
- Argento nella sciabola a Bologna 2012
- Argento nella sciabola a Siracusa 2010
- Bronzo nella sciabola a Trieste 2013

### Risultati giovani
Mondiali giovani
Individuale
A squadre
- Argento nella sciabola a Belfast 2009
- Bronzo nella sciabola a Baku 2010

Europei Under-23
Individuale
A squadre
- Argento nella sciabola a Bratislava 2012

Europei giovani
Individuale
- Oro nella sciabola ad Amsterdam 2008
- Bronzo nella sciabola a Odense 2009

A squadre
- Oro nella sciabola ad Amsterdam 2008

Campionati del mediterraneo
Individuale
- Oro nella sciabola a Siracusa 2007

A squadre